# تنمية للبترول
تنمية للبترول هي إحدى شركات قطاع البترول المصري.

## نشاط الشركة
- تقديم جميع الخدمات والاستشارات الفنية في مجال البترول بأنشطته المختلف، بما فيها مجالات الحفر وصيانة الآبار، ودراسات الخزانات والإنتاج والمعالجة والأعمال الجيولوجية والصيانة
- توفير وتأهيل وتدريب العمالة الفنية المتخصصة للشركات العاملة في مجال البترول
- إجراء دراسات حول استخلاص البوتاجاز من النفايات الناتجة عن محطات إنتاج البترول
- تمتلك الشركة أجهزة لتسهيلات الآبار وتسريع الإنتاج منها،
- تشغيل الحفارات
- إعداد آلية جديدة لتنمية الاكتشافات والحقول البترولية وسرعة وضعها على الإنتاج في إطار بنود الاتفاقيات التي تسمح بذلك
- الحصول على مناطق امتياز لاستكشاف البترول داخل مصر وخارجها
- استغلال حقول البترول المصرية التي انتهت اتفاقياتها وإعادة تطويرها

## المساهمين
- الهيئة المصرية العامة للبترول
- المصرية القابضة للغازات الطبيعية
- جنوب الوادي القابضة للبترول
- إنبى
- بتروجيت

## رؤساء الشركة
- أحمد بهجت (إبريل 2021 - حتى الآن)[1]
- معتز خليل (سبتمبر 2019 - إبريل 2021).[2]
- سمير عبادي (أغسطس 2017 - سبتمبر 2019).[2][3]
- عمرو الليثي (يوليو 2015 - أغسطس 2017).[2][4]
- طارق البرقطاوي (أغسطس 2013 - أبريل 2015).[2][5]
- عبد المجيد الرشيدي (يونيو 2012 - أغسطس 2013).[2][6]
- عابد عز الرجال (يناير 2011 - يونيو 2012).[2]
- أشرف زكي (يوليو 2010 - يناير 2011).[2]
- مصطفى عبد العزيز (ديسمبر 2009 - يوليو 2010).[2]
- خالد عبد البديع (أغسطس 2008 - ديسمبر 2009).[2]